# جانقور (هريس)
جانقور هي قرية في مقاطعة هريس، إيران. عدد سكان هذه القرية هو 1,940 في سنة 2006.